# Nemcia vestita
Nemcia vestita är en ärtväxtart som beskrevs av Karel Domin. Nemcia vestita ingår i släktet Nemcia och familjen ärtväxter. Inga underarter finns listade i Catalogue of Life.